# Bezoldeffekten

Bezoldeffekten. Den röda färgen ser ljusare ut i kombination med vitt, och mörkare i kombination med svart.

Bezoldeffekten (eller mer korrekt von Bezolds spridningseffekt) innebär att färger som ses tillsammans i ett småskaligt mönster upplevs bli mera lika än om de skulle ses var för sig. Effekten kallas även assimilation och är raka motsatsen till den simultankontrast som uppträder när större färgfält kombineras.
Effekten har fått sitt namn efter den tyske meteorologiprofessorn Wilhelm von Bezold, som upptäckte effekten när han ville ändra färghållningen i de mattor han designade. Den kan ses som en typ av optisk färgblandning, liknande den som tillämpades av pointillismen inom måleriet.